# Constantin-François Volney

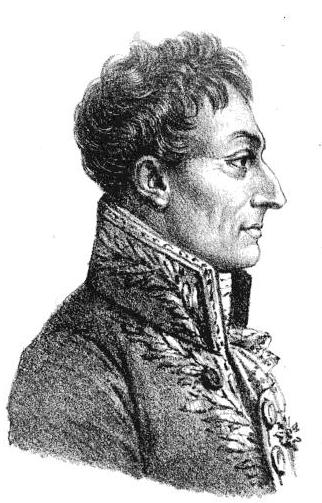
Constantin-François Volney

Constantin-François Chassebœuf de La Giraudais, graaf Volney (Craon, 3 februari 1757 - Parijs, 25 april 1820) was een Frans geschiedfilosoof, socioloog, historicus, oriëntalist en politicus. Hij was lid van de Nationale Grondwetgevende Vergadering en de Senaat en tijdens de Restauratie werd hij benoemd tot Pair van Frankrijk. Hij wordt beschouwd als een van de eerste sociologen en was een van de eerste moderne aanhangers van de Jezusmythe. Volney was lid van de Académie française.

## Leven en werk

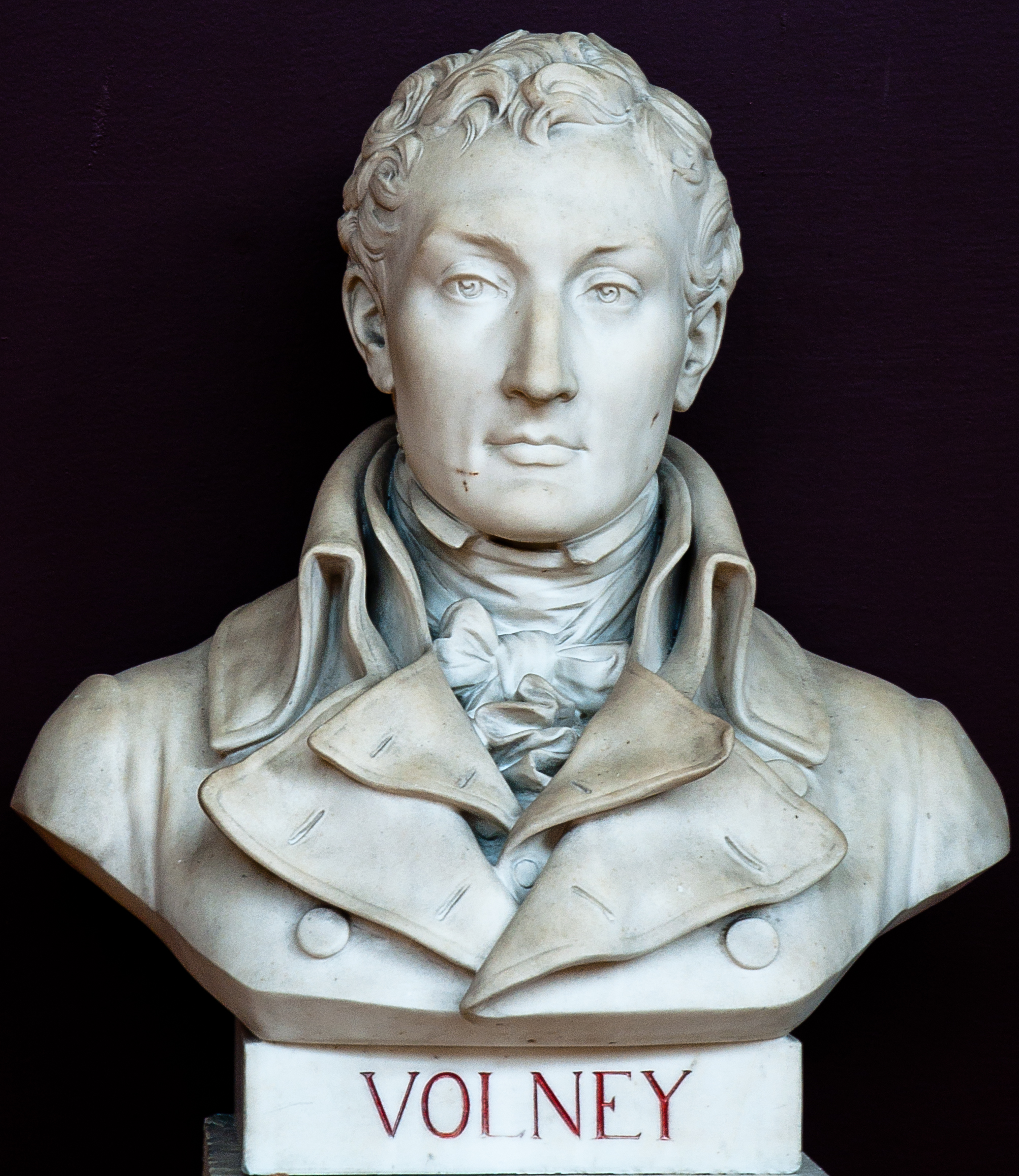
Buste van Volney in Versailles.

### Afkomst en opleiding
Hij werd geboren als telg van de familie Chassebœuf, afkomstig uit Anjou en sinds generaties belangrijke functies bekledend in de stad Craon. Zijn overgrootvader was er notaris, zijn grootvader was er burgemeester en zijn vader was seneschalk van de Sint-Clemenspriorij van de stad.
Chassebœuf volgde onderwijs in Ancenis en Angers en ging daarna naar de Universiteit van Parijs waar hij eerst geneeskunde en rechten studeerde maar deze studies brak hij af. Vervolgens ging hij er eveneens filosofie en geschiedenis studeren wat meer in de lijn van zijn interesses lag. In Parijs bezocht hij de literaire salons van Paul Henri Thiry d'Holbach en Madame Helvétius en maakte er kennis met onder meer Denis Diderot, Jean le Rond d'Alembert, Benjamin Franklin met wie hij vriendschap sloot. Hij was een groot aanhanger van Voltaire en nam na zijn studies de naam Volney aan, een samentrekking van de naam Voltaire en diens woonplaats Ferney.

### Reis naar het Ottomaanse Rijk
In 1781 schreef Volney een studie over Herodotus, de vader van de geschiedschrijving, en won hiermee een reisbeurs van de Académie des inscriptions et belles-lettres. Met het geld trok hij het jaar nadien naar Egypte en Syrië in het Ottomaanse Rijk en hij had als voorbereiding nog Arabisch gestudeerd aan het Collège de France.
Hij verbleef er meer dan drie jaren en bij zijn terugkeer in Parijs publiceerde hij zijn culturele en maatschappelijke ervaringen die hij er ter plaatse had opgedaan in twee boekdelen. Met deze werken verwierf hij zijn bekendheid, niet alleen omwille van de beschrijvingen erin maar ook omdat de werken een belangrijke bijdrage leverden aan de ontwikkeling van het etnografische en het sociologische denken van die tijd. In 1788 volgde nog een werk over de Russisch-Turkse Oorlog die na zijn terugkeer was uitgebroken.

### Politicus
Bij het uitbreken van de Franse Revolutie in 1789 nam Volney deel aan de vergadering van de Franse Staten-Generaal waar hij vertegenwoordiger was van de derde stand van Anjou. Hij werd eveneens lid van de Nationale Grondwetgevende Vergadering die uit de Staten-Generaal was voortgekomen. In mei 1790 stelde hij in de vergadering voor om het anti-imperialistische principe in de grondwet in te voeren dat Frankrijk geen veroveringsoorlogen meer zou voeren.
Een van zijn belangrijkste werken verscheen in 1791. In Les ruines ou méditation sur les révolutions des Empires, een geschiedfilosofisch essay, ging hij dieper in op de aftakeling van de enorme rijken die een eeuwig bestaan leken te hebben. Hij veroordeelde het absolutisme en voorspelde in het werk ook de uiteindelijke vereniging van alle religies door de erkenning van de gemeenschappelijke waarheid die ze alle bezaten. Het werk kreeg internationale bekendheid omdat Volney een van de eerste moderne verkondigers van de Jezusmythe was. Het idee voor dit boek was ontstaan na lange gesprekken met Benjamin Franklin. Twee jaar later kwam er met La loi naturelle ou cathéchisme du citoyen français een vervolg hierop. Hierin verkondigde hij een conformistischer utilitaristische filosofie die vooral gebaseerd was op vrijheid, gelijkheid en eigendom.
Tijdens de Parijse Commune van 1792 week Volney uit naar Corsica, waar hij een boerderij kocht en experimenten met landbouwgewassen uitvoerde. Tijdens zijn verblijf leerde hij er Napoleon Bonaparte kennen, die toen nog een gewone artillerieofficier was. Hij publiceerde zijn Corsicaanse ervaringen eveneens in een boek.
Enkele maanden na zijn terugkeer in Parijs in 1793 werd hij bij de Jakobijnenopstand tijdens de Terreur gearresteerd en opgesloten in de gevangenis. Onder het voorwendsel van een ziekte kreeg hij een minder streng regime en ontsnapte zo aan de guillotine. Na de val van Robespierre werd hij in september 1794 vrijgelaten. Daarna werd hij docent geschiedenis aan de pas opgerichte École normale supérieure.

### Naar de Verenigde Staten
Toen de École normale supérieure het jaar nadien zijn activiteiten stopzette, trok Volney naar de Verenigde Staten waar hij de vrijheden in de nieuwe staat ging bekijken. Hij werd er met veel eerbetoon ontvangen door George Washington en kon vrij door het land reizen. Volney had er in de beginperiode een literair dispuut met de eveneens naar Amerika uitgeweken Engelse filosoof Joseph Priestley die hij beantwoordde met een uitgebreide brief.

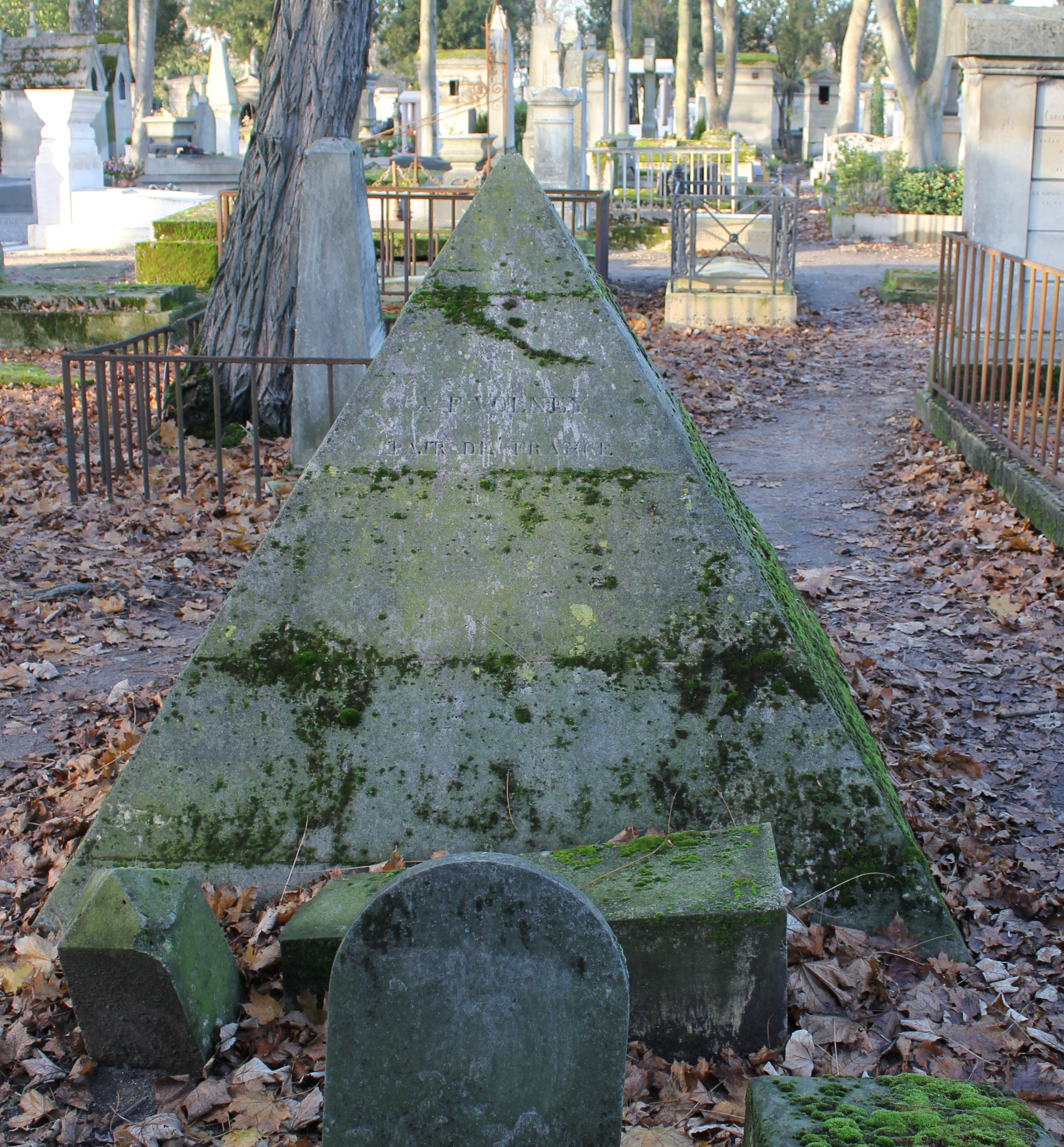
Grafsteen op Père-Lachaise.

Toen John Adams Washington in 1797 had opgevolgd als president, veranderde de situatie voor Volney. Nadat deze het boek van de nieuwe president, dat enkele maanden voor zijn verkiezing was verschenen, had bekritiseerd, beschuldigde Adams hem van spionage voor Frankrijk om een eventuele herovering van Louisiana voor te bereiden. Volney werd uit het land gezet en keerde in het voorjaar van 1798 terug naar Frankrijk. Enkele jaren later schreef hij het werk  Tableau du climat et du sol des États-Unis d’Amérique Suivi d’éclaircissements sur la Floride, sur la colonie Française au Scioto, sur quelques colonies Canadiennes et sur les Sauvages over zijn ervaringen in Amerika. Het was zijn laatste belangrijke intellectuele werk.

### Terug in Frankrijk
Na de Staatsgreep van 18 Brumaire in 1799 werd Volney door Napoleon, die hij volop had gesteund, in de adelstand verheven. Hij weigerde zowel een benoeming tot consul als een ministerpost maar liet zich wel bij de oprichting van de Senaat benoemen tot senator. Hij werd er nadien een tijdje vicevoorzitter van. Na enkele jaren kreeg hij een steeds grotere afkeer van de politiek die Napoleon voerde en het was tijdens de salons bij Pierre Jean Georges Cabanis dat deze oppositie tot uiting kwam. In 1803 stapte Volney uit de politiek en werd toegelaten tot de Académie française. Sinds 1795 was hij al door het Directoire benoemd tot lid van de toen pas opgerichte Académie des sciences morales et politiques van het Institut de France. In 1803 stelde hij de Prix Volney in die door het Institut de France op voorstel van de Académie des inscriptions et belles-lettres wordt toegekend aan een studie over vergelijkende taalkunde.
Vanaf dan hield Volney zich enkel nog bezig met filosofische, oriëntalistische en historische studies. Hij adviseerde de opstart van een Frans leerprogramma oriëntalistiek en studeerde zelf het Sanskriet bij de Engelse taalkundige Alexander Hamilton die sinds 1802 in Parijs verbleef. Deze was na het uitbreken van de Brits-Franse Oorlog in 1803 in Parijs gearresteerd maar hij werd op uitdrukkelijke vraag van Volney opnieuw vrijgelaten om zijn onderzoek van de documenten in het Sanskriet aan de Bibliothèque nationale de France te kunnen voltooien.
Tijdens de periode van de Restauratie, die in 1814 begon, werd hij benoemd tot Pair van Frankrijk. Hij stierf in Parijs op 63-jarige leeftijd en werd begraven op de Cimetière du Père-Lachaise.

## Publicaties (selectie)

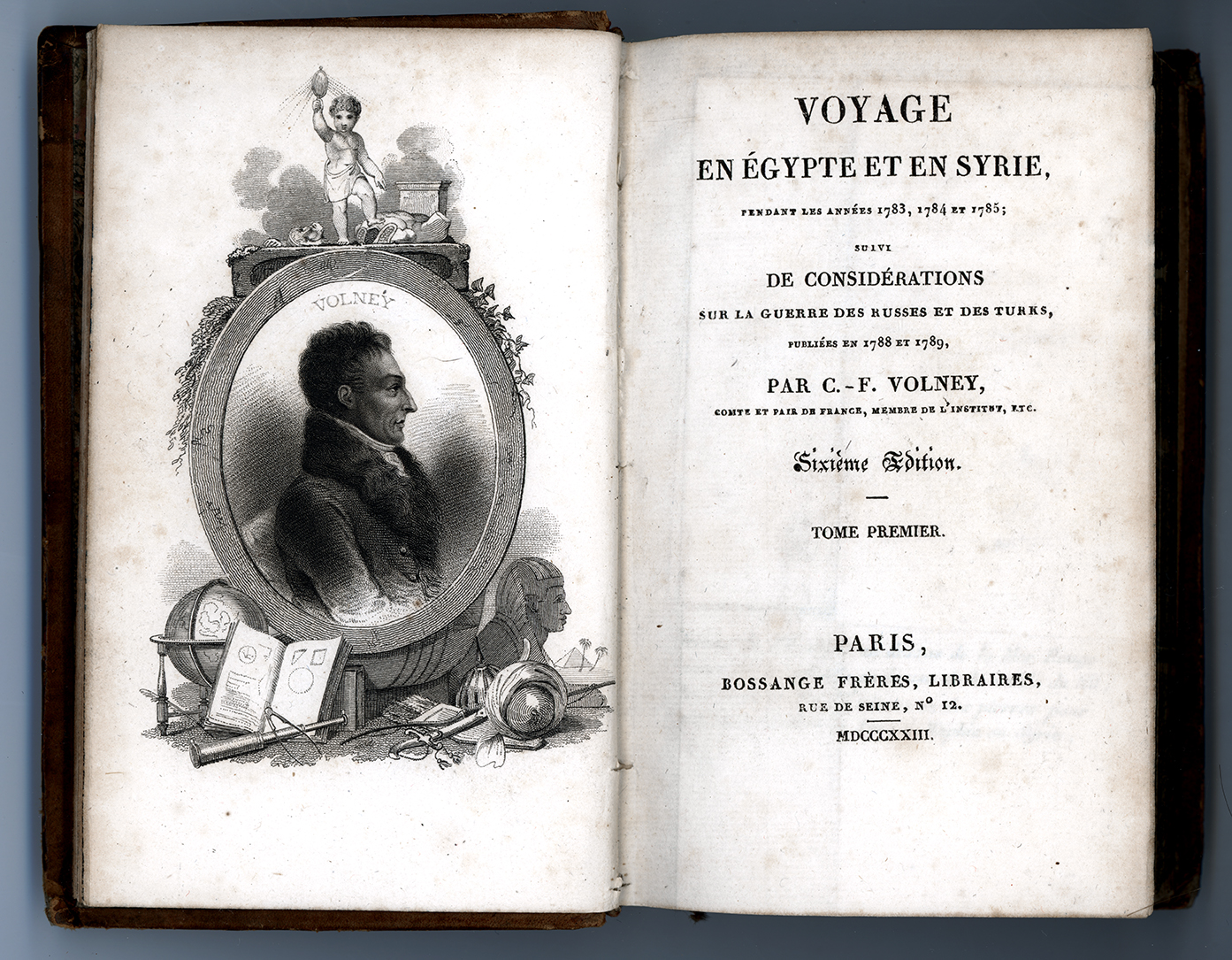
Voyage en Syrie et Egypte en Considérations sur la guerre actuelle des Turcs, zesde uitgave van 1823

- Mémoire sur la Chronologie d'Hérodote, 1781
- Voyage en Syrie et en Égypte, pendant les années 1783, 1784 & 1785, 2 delen, 1785-1787. Vertaald als: Reize door Syrie en Egypte, in de jaaren 1783, 1784 en 1785. Eerste deel; Tweede deel. Te Leyden : bij A. en J. Honkoop, 1789-1791
- Considérations sur la guerre actuelle des Turcs, 1788. Vertaald als: Waarschijnlijke gevolgen van den tegenswoordigen Turkschen oorlog, en derzelver invloed op de staaten van Europa. Dordrecht, A Blussé en zoon, 1788
- Des Conditions nécessaires à la légalité des États Généraux, 1788
- Les ruines ou Meditation sur les révolutions des Empires, 1789. Vertaald als: De ruïnen, of Overdenking over de staats-omwentelingen. In Den Hage en te Delft, : Bij Leeuwestyn, en Roelofswaert, 1796
- Chronologie des douze siècles antérieurs au passage de Xercès en Grèc, 1790
- Les ruines ou méditation sur les révolutions des Empires, 1791. Vertaald als: De puinhoopen; of, Beschouwing van de omwentelingen der staaten Eerste stuk; Tweede stuk. Te Amsterdam : bij M. Schalekamp, 1796 (herdrukken 1881 en 1924)
- La loi naturelle ou cathéchisme du citoyen français, 1793
- Précis de l’état actuel de la Corse, 1793
- Simplification des langues orientales, ou méthode nouvelle et facile. D’apprendre les langues arabe, persane et turque, avec des caractères européens, 1795
- Letter to Priestley, 1795
- Leçons d’histoire prononcées à l’École normale, en l’an III de la République française, 1799
- Tableau du climat et du sol des États-Unis d’Amérique Suivi d’éclaircissements sur la Floride, sur la colonie Française au Scioto, sur quelques colonies Canadiennes et sur les Sauvages, 1803
- Rapport fait à l’Académie Celtique sur l’ouvrage russe de M. le professeur Pallas. « Vocabulaires comparés des langues de toute la terre », 1805
- Recherches nouvelles sur l’histoire ancienne, 1808
- Supplément à l’Hérodote de M. Larcher, 1808
- Chronologie de Hérodote, conforme à son texte, en réfutation des hypothèses de ses traducteurs et de ses commentateurs, 1809
- Questions de statistique à l’usage des Voyageurs,1813
- Histoire de Samuel, inventeur du sacre des rois; fragment d’un voyageur américain, 1819
- L’alfabet européen appliqué aux langues asiatiques. Simplification des langues orientales. L’hébreu simplifié par le méthode alfabétique, 1819
- Discours sur l’étude philosophique des langues, lu à l’Académie des sciences, 1820
- L’Hebreu simplifié, contenant un premier essai de la grammaire, et un plan du Dictionnaire, écrit sans lettres hébraïques, et cependant conforme à l’hébreu, avec des vues nouvelles sur l’enseignement des langues orientales, 1820